# Richard Nelson Gale
El General Sir Richard Nelson Gale GCB, KBE, DSO, MC va ser un membre de l'Exèrcit Britànic que serví en ambdues guerres mundials. A la Primera Guerra Mundial va ser condecorat amb la Creu Militar el 1918 mentre que servia com oficial al Cos de Metralladores. A la Segona Guerra Mundial, serví amb la 1a Brigada Paracaigudista i després a la 6a Divisió Aerotransportada durant la batalla de Normandia i l'Operació Tonga el 1944. Després del conflicte, continuà a l'exèrcit i arribà a ser Adjunt al Comandant Suprem Aliat d'Europa.

## Biografia
Gale va néixer el 25 de juny de 1896 a Londres. Va passar els primers anys de la seva vida a Austràlia i a Nova Zelanda, degut a la feina del seu pare, però el 1906 els Gale tornaren a Anglaterra. Va estudiar a Londres, amb un expedient acadèmic regular, però transformant-se en un lector prolífic. Quan Gale abandonà els estudis, volia convertir-se en oficial de l'Artilleria Reial, però no tenia les qualificacions acadèmiques ni acomplia amb els requisits físics mínims per accedir a l'acadèmia d'oficials; i seguí les passes del seu pare com a agent d'assegurances, però avorrí aviat la feina i es decidí a ingressar a l'Exèrcit britànic, assistint a un entrenament físic i estudiant per millorar les seves qualificacions acadèmiques.

### Primera Guerra Mundial
Quan esclatà la Primera Guerra Mundial el 1914, Gale encara estava per sota dels mínims mèdics exigits per ingressar a l'exèrcit i no pogué unir-se a la unitat de l'Exèrcit Territorial de Londres. Finalment, aconseguí ingressar a la Reial Acadèmia Militar de Sandhurst a l'estiu de 1915, sent destinat al Regiment Worcestershire com a tinent de 2a. Quan arribà al regiment, es va inscriure en un curs d'entrenament amb metralladores i va ser acceptat. Poc després va ser destinat al Front Occidental, on guanyà la Creu Militar durant l'Ofensiva de Primavera de 1918.

### Període d'entreguerres
Amb el final de la guerra el 1918, Gale es presentà voluntari per marxar a l'Índia i servir allà amb Exèrcit Britànic de l'Índia, estant-s'hi 17 anys. Durant aquest període accedí a l'Acadèmia d'Estat Major de Quetta i després de 2 anys a la institució es graduà com a oficial d'estat major. Gale abandonà l'Índia el gener de 1936, retornant a Anglaterra per servir amb el Regiment Worcestershire. Un any després va ser enviat a l'Oficina de Guerra com a oficial d'estat major amb responsabilitats per a la creació de material d'entrenament i publicacions diverses. Al desembre de 1938 va ser promogut a Major i destinat a la secció de planificació de l'Estat Major General.

### Segona Guerra Mundial
El 1941 va ser promogut a tinent coronel, atorgant-se-li el comandament del Reial Regiment de Leicestershire. A l'estiu de 1941 es creà la 1a Brigada Paracaigudista com a part de l'expansió de les forces aerotransportades britàniques, oferint-se-li el comandament, que acceptà.
L'abril del 1942 passà a ser Adjunt al Cap de l'Estat Major per a Operacions Aèries a l'Oficina de Guerra, estant-s'hi dos mesos, per anar destinat al Directori de l'Aire, sent entre desembre de 1942 i maig de 1943 Adjunt al Director de l'Aire. Al maig de 1943 i fins al final de la guerra passa a ser el Comandant de la  6a Divisió Aerotransportada, que participarà en l'Operació Carruatge, els salts britànics durant la invasió de Normandia; aterrant a Normandia minuts després de les tres de la matinada del 6 de juny de 1944, la qual cosa el convertí en el primer general britànic que trepitjava territori francès des de 1940. A més, des de desembre de 1944 serà adjunt al Comandant del 1r Exèrcit Aerotransportat Aliat. Finalment, entre maig i octubre de 1945 és comandant del 1r Cos Aerotransportat Britànic.

### Postguerra
En la postguerra ocuparà diversos càrrecs: Comandant de la 1a Divisió d'Infanteria (1946-47), Comandant de les tropes britàniques a Egipte i la Mediterrània (1948), Director General d'Entrenament de l'Oficina de Guerra (1949-1952), Comandant en Cap del Grup d'Exèrcits Nord, a la zona d'ocupació britànica al Rin (1952-1956) i, finalment, Adjunt al Comandant Suprem Aliat a Europa de l'OTAN (1958-1960). També, entre 1954 i 1957 és ADC de la Reina

## Condecoracions
Gran Creu de l'Orde del Bany - 1954
 Comandant de l'Orde del Bany - 1953
 Company de l'Orde del Bany – 2/8/1945
 Cavaller Comandant de l'Imperi Britànic - 1950
 Oficial de l'Imperi Britànic - 1940
 Orde del Servei Distingit – 31/8/1944
 Creu Militar - 1918
 2 Mencions als Despatxos (22/3/1945 – 7/1/1949)
 Estrella de 1914-15
 Medalla Britànica de la Guerra 1914-20
  Medalla de la Victòria 1914-1918
 Estrella de 1939-45
 Estrella de França i Alemanya
 Medalla de la Guerra 1939-1945
 Medalla de la Coronació de la Reina Elisabet II 1953
 Comandant de la Legió del Mèrit (Estats Units) – 16/1/1948
 Comandant de la Legió d'Honor (França) – 28/12/1956
 Creu de Guerra amb Palma (França) – 28/12/1956
 Gran Oficial de l'Orde de la Corona (Bèlgica)

## Dates de promoció
Tinent de 2a - 22/12/1915
[...]
 Major General - 07/05/1944-03/12/1946
[...]
 General - 06/06/1952